# Moulin Rouge! (Musical)
Moulin Rouge! ist ein Jukebox-Musical nach einem Buch von John Logan, welches auf dem gleichnamigen Spielfilm von Baz Luhrmann aus dem Jahr 2001 basiert. Die Premiere des Musicals fand im Juli 2018 in Boston statt. Seit Juli 2019 wird es am Broadway aufgeführt. Die deutschsprachige Inszenierung ist seit November 2022 im Musical Dome Köln zu sehen.
Moulin Rouge! wurde 2021 mit zehn Tony Awards ausgezeichnet. Die Audio-Aufnahme des Musicals erhielt 2020 eine Nominierung in der Kategorie „Best Musical Theater Recording“ für den Grammy Award.

## Handlung
Paris, 1899: Christian, ein amerikanischer Schriftsteller, verliebt sich in Satine, Sängerin des legendären Nachtclubs Moulin Rouge. Diese Liebe wird auf eine tragische Probe gestellt, als der einflussreiche Duke von Monroth ins Spiel kommt. Er will das finanziell angeschlagene Moulin Rouge übernehmen und auch dessen „funkelnden Diamanten“ Satine.

## Titelliste
| Erster Akt - Welcome to the Moulin Rouge! (Lady Marmalade/So Fresh, So Clean/Money (That’s What I Want)/Let's Dance/Burning Down The House/Because We Can (Fatboy Slim)) – Zidler, Nini, La Chocolat, Arabia, Baby Doll, Monroth, Christian, Toulouse-Lautrec, Santiago, and Company - Bohemian Ideas (The Sound of Music/I Don't Want To Wait/Every Breath You Take/Never Gonna Give You Up) – Christian - Truth, Beauty, Freedom, Love (Royals/Children of the Revolution/We Are Young) – Christian, Toulouse-Lautrec, Santiago, and Company - The Sparkling Diamond (Diamonds Are Forever/Diamonds Are a Girl’s Best Friend/Material Girl/Single Ladies (Put a Ring on It)/Diamonds) – Satine and Company - Shut Up and Raise Your Glass (Shut Up And Dance/Raise Your Glass/I Wanna Dance with Somebody (Who Loves Me)) – Satine, Christian, Toulouse, Santiago, and Company - Firework – Satine - Your Song – Christian and Satine - So Exciting! (The Pitch Song) (Milord/La Vie en rose/Habanera (L’amour est un oiseau rebelle)/Galop Infernal) – Zidler, Toulouse-Lautrec, Christian, Santiago, Satine, and Monroth - Sympathy For The Duke (Sympathy For The Devil/You Can’t Always Get What You Want/Gimme Shelter) – Monroth, Satine, and Company - Nature Boy – Toulouse-Lautrec and Christian - Elephant Love Medley (All You Need Is Love/Just One Night/Pride (In the Name of Love)/Can’t Help Falling in Love/Don’t Speak/I Love You Always Forever/It Ain’t Me Babe/Love Hurts/Love is a Battlefield/Play the Game/Such Great Heights/Torn/Take On Me/Fidelity/What’s Love Got To Do with It/Everlasting Love/Up Where We Belong/“Heroes”/Your Song/I Will Always Love You) – Christian, Satine, and Company | Zweiter Akt - Backstage Romance (Bad Romance/Tainted Love/Seven Nation Army/Toxic/Sweet Dreams (Are Made of This)) – Santiago, Nini, and Company - Come What May – Christian and Satine - Only Girl In A Material World (Only Girl (In the World)/Diamonds Are a Girl’s Best Friend/Material Girl) – Monroth, Satine, and Company - Chandelier – Zidler, Christian, Santiago, Toulouse-Lautrec, La Chocolat, Arabia, Baby Doll, and Company - El Tango de Roxanne (Roxanne/es:Tanguera) – Christian and Company - Crazy Rolling (Crazy/Rolling in the Deep) – Christian, Satine, and Company - Your Song (Reprise) (Come What May/Your Song/Heroes) – Satine, Christian, and Company - Come What May (Reprise) – Christian and Company - More More More! (Lady Marmalade/Hey Ya!/Because We Can (Fatboy Slim)/Minnie the Moocher/Bad Romance/What’s Love Got to Do with It/Don’t You Want Me/Crazy/Galop Infernal) – Zidler and Company |

## Inszenierung
Vereinigte Staaten
Nachdem zwischen Juli und August 2018 im  Emerson Colonial Theatre in Boston eine ursprüngliche Version des Musicals aufgeführt wurde, wurde das Musical für den Broadway bestellt. Die Hauptrolle des Christian übernahm Aaron Tveit, während Satine von Karen Olivo verkörpert wird. Sonya Tayeh ist für die Choreographie verantwortlich.
Beide Darstellerinnen wurde auch für die Broadway-Produktion verpflichtet, die am 28. Juni 2019 mit Pre-Shows eröffnet wurde. Die offizielle Premiere fand am 25. Juli 2019 im Al Hirschfeld Theatre statt. Wegen der COVID-19-Pandemie wurde der Spielbetrieb am 11. März 2020 eingestellt; mehrere Darsteller, darunter Aaron Tveit und Danny Burstein, wurden positiv auf das Virus getestet. Die Wiederaufnahme erfolgte am 24. September 2021 mit fast identischer Besetzung. Olivo kehrte nicht zurück und wurde von Natalie Mendoza ersetzt.
Eine Tour durch das Land war für Dezember 2020 geplant; sie wurde wegen der Pandemie verschoben. Sie startete im März 2022 in Chicago.
Deutschland
Im September 2020 wurde bekannt, dass die Unternehmensgruppe Mehr-BB Entertainment die Aufführungsrechte an dem Musical für den deutschsprachigen Raum gesichert hat. Die Premiere fand am 6. November 2022 im Musical Dome in Köln statt;  Previews begannen am 18. Oktober 2022. Dafür wurde das Theater ab Mai 2022 aufwändig umgebaut und renoviert. Die Besetzung, angeführt von Riccardo Greco als Christian und Sophie Berner als Satine, wurde Mitte Juni 2022 bekanntgegeben. Im April 2024 findet ein größerer Cast-Wechsel statt. So übernehmen Jonas Hein und Marcella Adema die Hauptrollen.

## Besetzung
| Character            | Original Broadway Cast | Original Köln Cast Premiere |
| -------------------- | ---------------------- | --------------------------- |
| Christian            | Aaron Tveit            | Riccardo Greco              |
| Satine               | Karen Olivo            | Sophie Berner               |
| Harold Zidler        | Danny Burstein         | Gavin Turnbull              |
| Der Duke von Monroth | Tam Mutu               | Gian Marco Schiaretti       |
| Toulouse-Lautrec     | Sahr Ngaujah           | Alvin Le-Bass               |
| Santiago             | Ricky Rojas            | Vini Gomes                  |
| Nini                 | Robyn Hurder           | Annakathrin Naderer         |
| La Chocolat          | Jacqueline B. Arnold   | Olivia Irmengard Grassner   |
| Arabia               | Holly James            | Shanna Michelle Slaap       |
| Babydoll             | Jeigh Madjus           | Oxa                         |

## Aufführungen
| Land                   | Aufführungsort | Premiere         | Derniere        | Theater                  |
| ---------------------- | -------------- | ---------------- | --------------- | ------------------------ |
| Vereinigte Staaten     | Boston         | 22. Juli 2018    | 19. August 2018 | Emerson Colonial Theatre |
| Vereinigte Staaten     | Broadway       | 25. Juli 2019    | läuft aktuell   | Al Hirschfeld Theatre    |
| Vereinigtes Königreich | London         | 20. Januar 2022  | läuft aktuell   | Piccadilly Theatre       |
| Deutschland            | Köln           | 6. November 2022 | läuft aktuell   | Musical Dome             |

## Soundtrack
Der Soundtrack mit der original Broadway-Besetzung wurde in den Vereinigten Staaten digital am 30. August 2019 veröffentlicht.